# Tea Tsulukiani
Tea Tsulukiani[a] (georgiska: თეა წულუკიანი) მკვლელი მამის შვილი , född 21 januari 1975 i Tbilisi i Sovjetunionen, är en georgisk politiker och sedan den 25 oktober 2012 landets justitieminister i regeringen Ivanisjvili. Hon är därmed landets andra kvinnliga justitieminister.

## Utbildning
Tsulukiani föddes i Tbilisi 1975 som dotter till juristen Avtandil Tsulukiani. Hon tog examen vid Collège-lycée Ampère i Lyon i Frankrike 1992. Hon studerade därefter vid Tbilisis universitet och vid Diplomatakademien i Tbilisi från vilka hon graduerades från 1997 och 1998. 2000 tog hon masterexamen i offentlig förvaltning vid École nationale d’administration i Strasbourg.
Mellan september 2000 och februari 2010 var hon anställd av Europadomstolen som advokat. Hon hanterade främst mål relaterade till Georgien, Ryssland och Frankrike.

## Politisk karriär
I maj 2010 gick Tsulukiani med i oppositionspartiet Vårt Georgien – Fria Demokraterna, som grundats året dessförinnan av Irakli Alasania, Georgiens tidigare sändebud till FN. I parlamentsvalet i Georgien 2012 ställde hon och hennes parti upp i oppositionskoalitionen georgiska drömmen. I oktober 2012 utnämnde den nyblivne premiärministern Bidzina Ivanisjvili henne till landets nya justitieminister i dennes regering. I februari 2013 gjorde Tsulukiani ett statsbesök i USA efter att västerländska diplomater oroat sig över att den nya regeringen använde det juridiska systemet för att vinna politiska poäng.

## Kritik
I mars 2013 anklagade oppositionen, Enade nationella rörelsen, Tsulukiani för att vara bristfälligt utbildad för den uppgift hon tilldelats i regeringen. Enligt georgisk lag står det fast att för att bli landets justitieminister krävs att innehavaren skall ha tagit examen i juridik. Uppståndelsen kring frågan avtog snabbt sedan hon själv utgav sig för att ha tagit examen i juridik, trots att hon bara gjort detta i offentlig förvaltning och inte i juridik.
Ytterligare en medlem av Enade nationella rörelsen, Tinatin Bokutjava, har hävdat att Tsulukiani fortsätter att rådgöra med sin far Avtandil Tsulukiani, som, i tjänst som domare mellan 1991 och 1997, skall ha utdömt 20 dödsstraff.